# Росмен
Росмен (рос. Росмэн) — російська група компаній, яка реалізує проєкти в галузі товарів для дітей.
Напрямки діяльності представлені:
- Книжковою продукцією,
- Журналами для дітей,
- Брендованими канцтоварами,
- Іграшками та іграми,
- Колекційними картками.

Росмен є ліцензіатом великих міжнародних брендів і здійснює розробку та виведення на ринок власних торгових марок. Також, Росмен забезпечує повний цикл виведення бренду на російський ринок товарів для дітей: локалізацію або розробку з нуля товарної лінії зі стайлгайду ліцензіара; постановку контенту на федеральні ТБ-канали; розробку програми просування для групи товарів у конкретному регіоні; дистриб'юцію по всій території РФ.